# Eden is West
Eden is West ist ein Spielfilm des griechisch-französischen Regisseurs Constantin Costa-Gavras aus dem Jahr 2009. Er wurde als offizieller Abschlussfilm der 59. Berlinale 2009 gezeigt.

## Handlung
Der Protagonist Elias befindet sich auf einem Boot voller Flüchtlinge nahe der griechischen Küste. Als das Boot von der Küstenwache entdeckt wird, rettet er sich, indem er ins Wasser springt. Er wacht an einem Badestrand auf, der zu einer luxuriösen Hotelanlage namens Eden Club gehört. Elias tarnt sich zuerst als Hotelangestellter, später als Gast. Nachdem mehrere Versuche, aus der Anlage zu fliehen, scheitern, wird er von einem Zauberkünstler aus Paris, der unter dem Namen Nick Nickelby auftritt, als Gehilfe für seine Show engagiert. Der Zauberkünstler gibt ihm daraufhin seine Visitenkarte. Elias versteht dies als Einladung und beschließt, zu versuchen, nach Paris zu gelangen. Im Hotel lernt er auch Christina, eine deutsche Touristin, kennen, und sie beginnen eine kurze Affäre.
Als die Hoteldirektion, die nach illegalen Einwanderern sucht, ihn zu verdächtigen beginnt, stiehlt er ein Segelboot und verlässt die Hotelanlage. Er wird für kurze Zeit von einer griechischen Familie aufgenommen und macht sich dann per Anhalter auf den Weg nach Paris, ohne eine Vorstellung von der Entfernung zu haben. Zwei deutsche Fernfahrer bringen ihn bis nach Frankreich. Er nimmt einen Job in einer Fabrik für Elektrogeräte an, in der viele Einwanderer arbeiten, die hoffen, so eine Aufenthaltsgenehmigung zu bekommen. Als er erkennt, dass dies ein leeres Versprechen ist, flieht Elias ein weiteres Mal.
Auf Umwegen kommt er schließlich in Paris an. Er findet den Zauberkünstler und erinnert ihn daran, dass er ihn aufgefordert hat, zu ihm zu kommen, wenn er sich in Paris aufhalte. Der Zauberkünstler bemerkt nur, dass Elias ja beides nun getan habe, gibt ihm einen Spielzeugzauberstab und fährt davon. Elias ist niedergeschlagen und zeigt geistesabwesend mit dem Zauberstab auf den Eiffelturm, an dem zufällig in diesem Moment die Beleuchtung eingeschaltet wird. Als Elias plötzlich eine Gruppe Polizisten sieht, erschrickt er und richtet erneut den Zauberstab auf sie. Die Polizisten bleiben stehen und ignorieren ihn. Elias steckt den Zauberstab in die Tasche und geht die Champs-Élysées hinunter.

## Hintergrund
Die in Griechenland spielenden Szenen wurden auf Kreta gedreht. Costa-Gavras, der als junger Mann selbst von Griechenland nach Paris ausgewandert ist, arbeitete mit diesem Film zum ersten Mal in seinem Heimatland. Er vergleicht den Film mit der Odyssee: „Ähnlich wie Odysseus überquert mein Held das Meer, Bewährungsproben und Stürme folgen. Er kämpft gegen die Monster der Moderne und wirft die Mythen unserer Zeit über den Haufen. Der Unterschied besteht vielleicht darin, dass Odysseus wieder nach Hause zurückwollte, während er kommt, um sich ein Zuhause zu schaffen.“